# 動詞句内主語仮説
動詞句内主語仮説 (英: VP-Internal Subject Hypothesis, VPISH) とは、文主語は「文」の主語位置ではなく、その内部に生起する動詞句の指定部 (Spec-VP) に基底生成されるとする統語論上の仮説。Fukui and Speas (1986)、 Kitagawa (1986)、 Kuroda (1988)、Koopman and Sportiche (1991)などにより1980年代後半に提唱された。

## 概要

### 研究史
チョムスキーが1981年にIP仮説を提唱する前の統語論では、句構造規則 (英: phrase structure rule, PSR)に基づき、文 (英: sentence) はNPとVPを下位構成素にもつSという範疇であると考えられていた。
例として、John ate an apple の統語構造を、文をSまたはIPとしXバー理論のもと樹形図で示すと、それぞれ以下のようになる。
ここで重要なのは、元来文主語は動詞句の外側に (IP構造のもとではIP指定部 (Spec-IP) に) 基底生成されると考えられていたという点である。

### 仮説
動詞句内主語仮説は、文主語はSpec-IPではなくSpec-VPに基底生成されることを仮定する仮説である。この仮説のもとでは、上記の文は以下のように派生される。

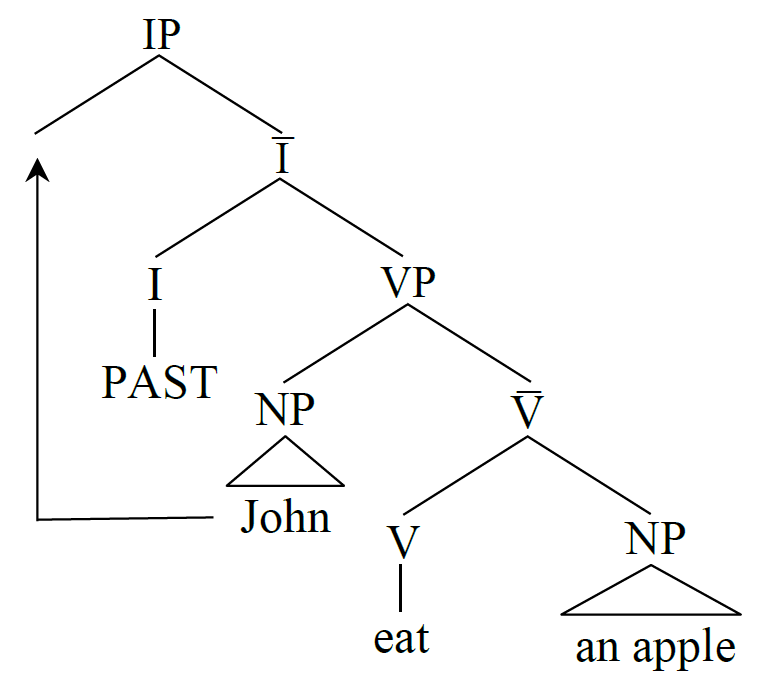
図3: 動詞句内主語仮説に基づいた John ate an apple の統語構造

この構造では、eatの主語項はSpec-VPに基底生成されたのち、Iの持つEPP素性の要求、または格付与および一致の要請に応じて:511、Spec-IPへ移動することで文全体の線形順序が派生される。

## 課題

### 概要
主語を動詞句の外に基底生成する理論では、主に以下の問題を説明できない。
1. 文法関係の局所性: 語彙的選択関係、述語の厳密下位範疇化素性、θ役割の付与などは統語上局所的な関係にある要素間のみで充足される。
2. 意味表示の同一性: 特定の場合において、指示表現を主語とする文と虚辞を主語とする文の間には意味的相関性が認められる。
3. 指定部の普遍性: Xバー理論において、句範疇は指定部を持つ。

動詞句内主語仮説を採用すると、これらの問題を払拭することが可能となる。

### 詳細

#### 文法関係の局所性
はじめに、下位範疇化 (英: subcategorization) とは、同一の範疇に属する語彙項目をさらにいくつかに下位区分することである:607。例として、動詞という範疇であれば、選択する項の数に応じて自動詞や他動詞に下位範疇化される。さらに、ある範疇がどのような範疇を指定部や補部に取るかに応じてさらに下位区分することを厳密下位範疇化 (英: strict subcategorization) といい、このように区分される語彙自体が持つ選択特性または素性を厳密下位範疇化素性 (げんみつかいはんちゅうかそせい、英: strict subcategorization feature) という。
例として、自動詞sleepであれば、以下の厳密下位範疇化素性を持つ。
下線部には厳密下位範疇化される語彙自体が入る (この場合であればsleepが入り、sleepは主語として1つの名詞句を項として選択する)。
厳密下位範疇化素性は、統語上局所的に満たされなければならない。
これは語彙のθ構造上も同様である。
しかし、[IP subj [VP V ...]] の構造を仮定する場合、項の選択やθ役割の付与がVPの外側の要素と非局所的に行われることを想定しなければならない:213。

#### 意味表示の同一性
Postal (1974) 以降、以下のような文は統語的・意味的なミニマルペアを成すと考えられてきた。
この2つの文では、(5a) の主語位置には虚辞のitが生起している一方、(5b) の主語位置にはJohnという指示表現が生起しているという点で全く異なる構造を持つように思えるが、どちらの文も「ジョンは一日中寝ているようだ」という同一の意味を持つ。これを1つの動機とし、2つ目の文の主語は埋め込み主語位置に基底生成され、主節主語位置に移動することで派生されると広く考えられている。
この派生の特徴から、この種の文は繰り上げ構文 (英: raising construction) と呼ばれる。
また、(5) の文は、どちらも以下の意味表示を持つ。
フレーゲの構成性原理 (英: principle of compositionality) 上、述語の範疇にあたるSEEMとSLEEPは意味上は関数であり、Johnは関数SLEEPの項である。自然言語における述語論理では、述語とは穴あき部分を埋める必要がある不飽和関数 (英: unsaturated function) であり、この部分に項が当てはめられることにより飽和関数 (英: saturated function) となり、これが命題に相当する。すなわち、SLEEP(John) という意味表現は、SLEEPという関数が項Johnにより飽和された命題 (または真理値) の単位である:Ch. 2。
よって、上記の意味表示は以下の構造を成している。
ここで重要となるのは、seemなどの動詞を繰り上げ述語としない場合に、どのように John seems to sleep all day の意味表示を導くかである:214。これには、主に2つの選択肢がある。
1. 意味計算の段階で主語を繰り下げる[4]:214。
2. it主語文と繰り上げ構文の間の意味的相関性を否定し、関数がさらに別の関数を項にとる[注 6] (SEEM(SLEEP))(John) のような意味表示を仮定する[4]:214。

これら2つの選択肢は、双方とも問題を孕んでいる。1つ目の選択肢は「繰り上げ」を逆にしたのみであるため有効な代替案とはなりえず、2つ目の選択肢は不可能ではないが、「seemという動詞の語彙項目は2つ存在する」ということを証左する強い証拠が必要となる:214。
さらに、論理上同じ意味となる下記のような文間の相関性も捉えられない。
特に、mightのような助動詞はI0に生起するため、この問題は根本的に、「主語は動詞句の外に基底生成される」という仮定から生まれる問題である。一方、動詞句内主語仮説のもとでは、上記の文は同一の論理的意味構造を持つ。

#### 指定部の普遍性
動詞句内主語仮説が提唱された1980年代後半は、Stowell (1981, 1983) やSafir (1983)が小節 (英: small clause) の存在を提唱した後にあたる。
小節とは、命題内容を持っているが、定形節や非定形節に存在する屈折要素やコピュラを欠く、主語と述部の対をいう:431-432。
このように、Stowellらの分析では、非動詞述語範疇 (A, P, N) の主語は、それぞれの投射内の指定部に生起する。
この背景にある重要な研究史として、Chomsky (1986)以前は、SやS'が指定部を持つとは考えられていなかったが:438、Jackendoff (1974, 1977a, 1977b) により提唱されたXバー理論において、主に主語を格納するための統語位置として、指定部の存在が仮定された。Xバー理論はすべての句範疇が同様の構造を持つことを仮定するため、VPも他の句範疇と同様の構造を持つことが理論上予測されるが、Spec-VPは従来の仮定上は穴あきになるというジレンマがあった (図1, 2も参照)。VPに指定部を認める動詞句内主語仮説は、従来の分析が孕むこの問題も同時に解決し、全ての範疇の投射に指定部の位置が存在するという帰無仮説 (英: null hypothesis) が保持される:511。

## 証拠

### 数量詞遊離
数量詞遊離 (英: quantifier floating) とは、名詞句の中に含まれた数量詞がその名詞句から分離し、文中の様々な統語位置に生起する現象を指す:507。
Sportiche (1988)は、フランス語の事例研究において以下のような例文を提示している。
また、英語においても同様の現象を観察することができる。
ここで重要となるのが、tous は les enfants を、all は the children を修飾しているという点である。これらの数量詞が別々の統語位置に基底生成されると仮定する場合、統語上離れた構成素間に修飾関係を成立させる独立した文法ルールを仮定しなければならないが、動詞句内主語仮説を採用すると、数量詞遊離現象は残留移動 (英: remnant movement) により包括的に説明することが可能となる。
動詞句内主語仮説を採用することは、VPは述語範疇ではなく命題単位であると仮定することと同義であるため、ある文が複数のVPを含む構造を持つ場合、必然的に主語は基底生成位置から全てのSpec-VPを経由しSpec-IPへ移動することになる。これは、このような移動を想定しない場合、命題単位を構成するVPと、命題単位を構成しない不飽和関数 (すなわち述語) として機能するVPが混在する構造となるためである。さらに、(12)-(13) のように、移動が経由しない統語位置に数量詞を生起させることはできない。これらの事実から、数量詞遊離に関する経験的データは動詞句内主語仮説の大きな証拠の一つとなる。

### 等位構造制約
等位構造制約 (英: Coordinate Structure Constraint, CSC) とは、Ross (1967)により提唱された、等位項 (英: conjunct) あるいは等位項内の一部を移動してはならないとする制約である:131。
なお、補足として、両方の等位項からの抜き出しがある場合は、非文は導かれない。
このような抜き出しは、全域的抜き出し (英: across-the-board (ATB) extraction) と呼ばれる:7。
一方で、提案者であるRoss自身、等位構造制約には例外があることを言及している。その代表例が、能動文と受動文の間の等位接続である。
Perlmutter (1978)が非対格仮説 (英: unaccusative hypothesis) を提案して以降、受動文の表層主語は他動詞の目的語位置に基底生成され、主語位置に移動することで派生されると考えられている。このため、(16) に示すように、能動文と受動文からなる等位構造は、片方の等位項内からの構成素の移動が関連していると考えられ、等位構造制約にとって大きな問題となる:204-205。
しかし、動詞句内主語仮説を採用した場合、VP等位項からのATB抜き出しとしてこの事実を包括的に説明することが可能となる。
その他のさらなる証拠については、McCloskey (1997)などを参照のこと。

## 文の派生
図8として再掲する図3の派生では、Spec-VPに基底生成された主語が、なぜSpec-IPに移動するのかという点が問題となる。

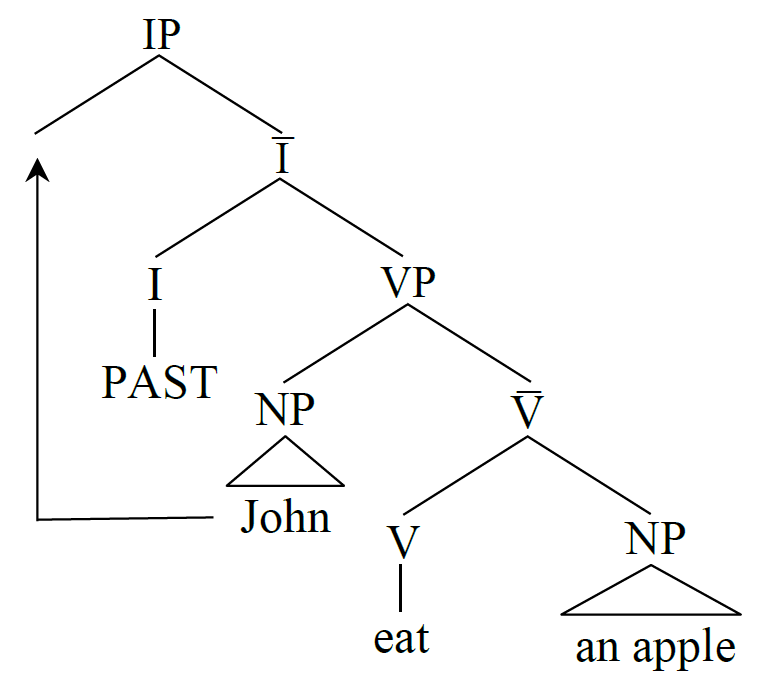
図8: 動詞句内主語仮説に基づいた John ate an apple の統語構造 (=図3)

この問題は、Chomsky (1982)の拡大投射原理 (EPP) および、格付与・一致の観点から、Chomsky (1981)の統率・束縛理論のモジュール理論である統率理論および 指定部・主要部の一致 (英: Spec-Head agreement) により説明される。
はじめに、動詞句内主語仮説のもとでは、V0の厳密下位範疇化素性はVPの内部で充足される。

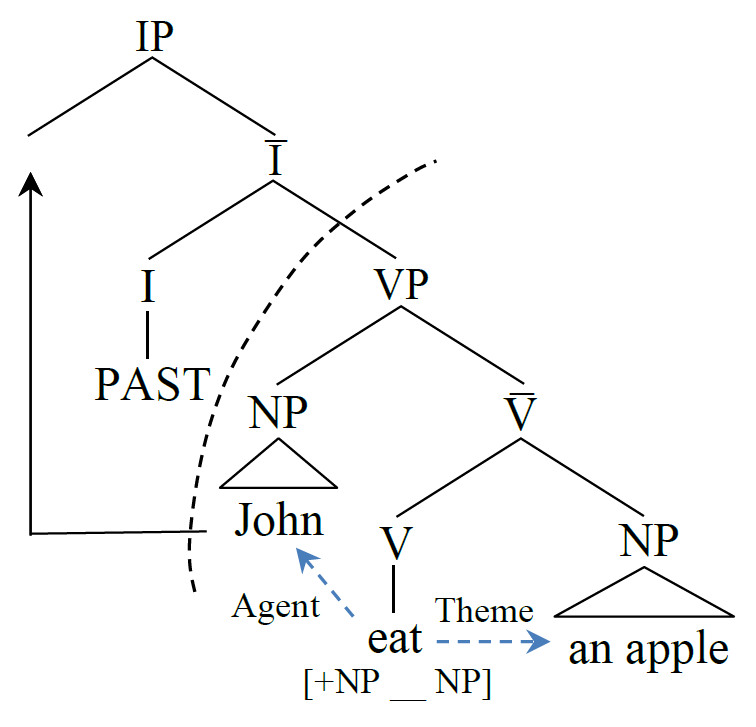
図9: 動詞句内主語仮説に基づいた John ate an apple のθ構造

なお、Chomsky (1981)のθ基準 (英: θ-criteiron) により、一つの項は一つのθ役割のみしか持てないため、Spec-VPはθ位置となる一方、Spec-IPは必然的にθ'位置となる。これは、Spec-IPは語彙範疇主要部と統語上局所的な関係にない点、およびこの位置に移動してくるすでにθ表示がされたNPに対して二重のθ表示が不可能であることからも自動的に帰結として導かれる。
ここで重要となるのが、VPまでが組みあがった段階では、格付与および一致が完了していないという点である。この状態であると、下記の条件に違反し、派生がクラッシュする。
また、英語の時制文では、(表層構造上) Spec-IPに生起する主語とI0に生起するbe動詞の間に、人称、数において一致関係がなければならない:434。
このように、最大投射の指定部と主要部が人称 (英: person)、数 (英: number)、性 (英: gender) 、格 (英: Case) のような統語素性を共有することを指定部・主要部の一致 (英: Spec-Head agreement) という:434-435。この一致関係は、インデックスを用いて示されることも多い。

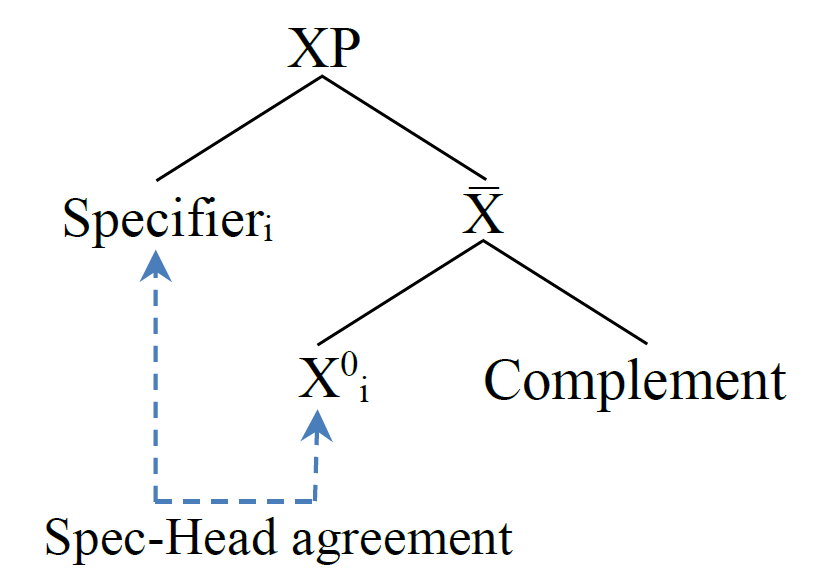
図10: 指定部・主要部の一致

さらに、Chomsky (1982) の拡大投射原理 (英: Extended Projection Principle, EPP) により、I0はその指定部に主語項を要求するEPP素性を持つ。拡大投射原理とは、Chomsky (1981) の投射原理 (英: Projection Principle; 下記a) にbの条件が追加されたものである。
EPP素性は、この原理の要求を語彙の性質により充足するための、一部の機能範疇が持つ主語項を要求する素性である。
よって、Spec-VPからSpec-IPへの主語項の移動は、以下のように行われる。

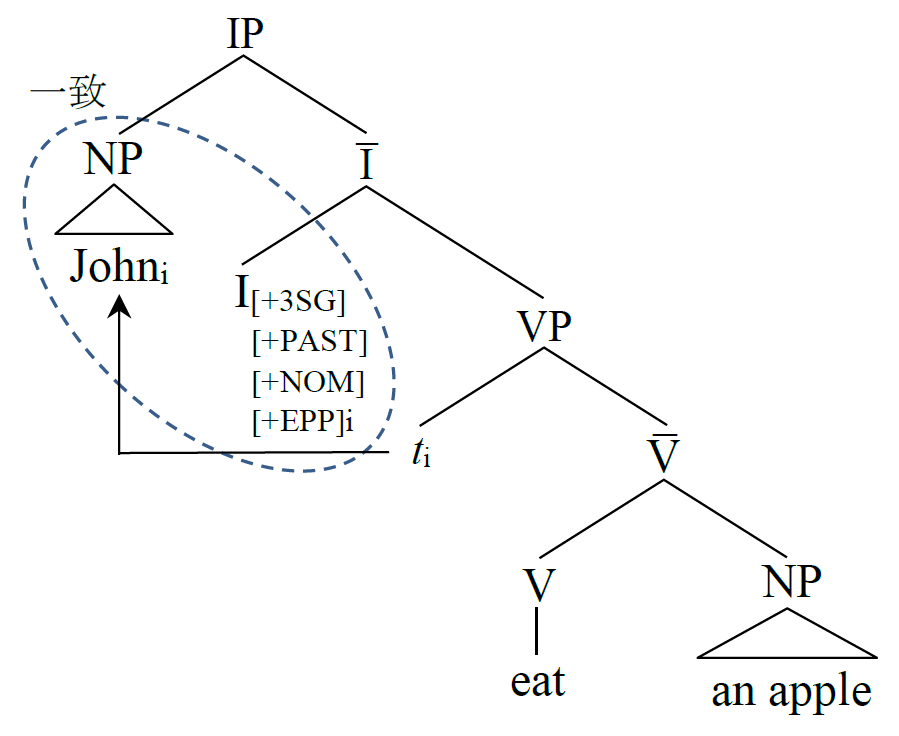
図11: 一致とSpec-IPへの移動

この移動に関わる文法関係は、以下の通りである。
- I0のEPP素性はSpec-IPに主語要素を要求し、Spec-VPの構成素を移動させる。
- I0は3SG (3人称単数) 素性を持つ。
- I0はPAST (過去時制) 素性を持つ。
- (定形の) I0はNOM (主格 (英: nominative Case)) を名詞句に対して付与できる。
- I0がSpec-IPを統率する。(よって、主格が付与される。)
- Spec-IPのJohnと、素性束を持つI0が指定部・主要部の一致をする。

よって、動詞句内主語仮説を採用する統語構造において、I0がEPP素性をもつこと、元位置 (Spec-VP) では格および一致を認可できないことから、Spec-VPの主語項はSpec-IPへ移動することにより派生される。